# Susquehanna (rivier)
De Susquehanna is een rivier in het noordoosten van de Verenigde Staten van Amerika. Volgens de kaart van John Smith uit 1612 was "Sasquesahanough" de oorspronkelijke benaming.
De rivier wordt gevormd door twee rivieren die samenvloeien in de buurt van Northumberland in centraal Pennsylvania: de North Branch Susquehanna die ontspringt in de staat New York en vaak wordt gezien als de verlenging van de eigenlijke rivier en de kortere West Branch Susquehanna die ontspringt in het westen van Pennsylvania bij McGees Milles, even ten westen van Curwensvillemeer en Curwensville.
De Susquehanna stroomt door de staten Maryland, Pennsylvania en New York en is met een lengte van 715 km de langste rivier aan de oostkust van Noord-Amerika en de op 15 na langste rivier van de Verenigde Staten. De rivier mondt uit in het noorden van Chesapeake Bay.
Nabij Harrisburg, de hoofdstad van Pennsylvania, wordt de Susquehanna overspannen door de Rockville Bridge, de langste stenen boogbrug ter wereld. In de rivier ligt het eiland Three Mile Island, met daarop de kerncentrale Three Mile Island waar zich in 1979 een ernstig ongeluk voor deed.
Het gebeurt dat de rivier buiten haar oevers treedt. In 2006 vond een grote overstroming plaats. Deze werd overtroffen door de overstroming van 2011, die een gevolg was van de tropische storm Lee.
- Gemeinsame Normdatei: 4313167-0
- Library of Congress Control Number: sh85130903
- National Archives and Records Administration: 10046805
- Bibliotheek van het Japanse parlement: 00628530
- Nationale Bibliotheek van Israël: 987007551012705171
- Virtual International Authority File: 240955712